# Список керівників держав 940 року
Список керівників держав 939 року — 940 рік — Список керівників держав 941 року — Список керівників держав за роками

## Європа

### Британські острови
- Шотландія:
  - Альба (королівство) — Костянтин II, король (900–943)
- Англія — Едмунд I, король (939–946)
- Уельс:
  - Гвент — Каделл ап Артвайл, король (930–942)
  - Гвінед — Ідвал ап Анарауд, король (916–942)
  - Глівісінг — Кадуган ап Оуен, король (930–950); Морган ап Оуен, король (930–974)
  - Дехейбарт — Хівел II Добрий, король (920–950)

### Північна Європа
- Данія — Кнуд I Хардекнуд, король (917–948)
- Ірландія — Доннхад Донн, верховний король (919–944)
- Норвегія — Гокон I Добрий, король (935–961)

### Західне Франкське королівство— корольЛюдовик IV Заморський(936–954)
- Аквітанія — Раймунд II, герцог (936–955)
- Ангулем — Гільом II Тайлефер, граф (930–945)
- Гасконь — Санш IV Гарсія, герцог (бл. 930 — бл. 950)
- Готія — Раймунд II, маркіз, граф Руерга (бл. 935 — бл. 961)
- Ампуріас — Госфред I, граф (931–991)
- Барселона — Суньєр I, граф (911–947)
- Руссільйон — Госфред I, граф (931–991)
- Каркассон — Арсінда, графиня (934 — бл. 957)
- Тулуза — Раймунд III Понс, маркграф (924 — ок. 950)
- Уржель  — Суніфред II, граф (897–948)
- Руерг — Раймунд II, граф (бл. 935 — бл. 961)
- Нант — Ален II, граф (937–952)
- Овернь — Раймунд II, граф (936–955)
- Пуатьє — Гильом I, граф (934–963)
- Труа — Гуго Чорний, граф (936–952)
- Шалон — Жильбер, граф (924–956)
- Фландрія — Арнульф I Великий, граф (918–958, 962–965)

### Німеччина
Східне Франкське королівство — Оттон I Великий, король (936–973)
- Баварія — Бертольд, герцог (938–947)
- Саксонія — Оттон I Великий, герцог (936–961)
- Швабія — Герман I, герцог (926–949)
- Лотарингія — Генріх I Баварський, герцог (939–940); Оттон I Верденський (940 — бл. 943)
  - Ено (Геннегау) — Реньє II, граф (925 — бл. 940)
  - Намюр (графство) — Роберт I, граф (бл. 924 — бл. 974)
- Голландія —Дірк II, граф (928/949—988)
- Бургундське королівство (Арелат) — Конрад I Тихий, король (937–993)
  - В'єнн — Карл Костянтин, граф (931–962)

### ЦентральнатаСхідна Європа
- Болгарське царство — Петр I, цар (927–969)
- Чеське князівство — Болеслав I Грізний, князь (935–972)
- Угорщина — Жольт, князь (надьфейеделем) (907 — бл. 947)
- Хорватія — Крешимир I, король (935–945)
- Київська Русь — Ігор, князь (912–944)
- Волзька Болгарія — Микаїл ібн Джагфар, хан (бл. 925 — бл. 943)
- Хозарський каганат — Аарон II, бек-мелех (930 — 940); Йосип, бек-мелех (940-965)

### Іспанія,Португалія
- Арагон — Андрегота Галіндес, графиня (922–943)
- Леон — Раміро II, король (931–951)
  - Кастилія — Фернан Гонсалес, граф (931–944, 945–970)
- Кордовський халіфат — Абд ар-Рахман III, халіф (929–961)
- Наварра (Памплона) — Гарсія I Санчес, король (931–970)
- Португалія — Менду I Гонсалвіш, граф (бл. 924 — бл. 950)

### Італія
король Італії — Гуго Арльський (926–946)
- Венеційська республіка — П'єтро II Партичипаціо, дож (939–942)
- Князівство Беневентське і Капуя — Ландульф I, князь (910–943); Ландульф II, князь (940–961)
- Салерно — Гваймар II, князь (901–946)
- Неаполітанський дукат — Іоанн III, герцог (928–968)
- Папська держава — Стефан VIII (IX), папа римський (939–942)
- Тосканська марка — Уберто, маркграф (936–962)

### Візантійська імперія
- Візантійська імперія — Роман I Лакапін, імператор (920–944)

## Азія

### Західна Азія
- Аббасидський халіфат — Ар-Раді, халіф (934–940); Аль-Муттакі Ліллах, халіф (940–944)
- Яфуриди (Ємен) — Асад I ібн Ібрагім, імам (898–944)
- Кавказ:
  - Абхазьке царство — Георгій II, цар (923—957)
  - Вірменія (Анійське царство) — Абас I, цар (бл. 929–953)
  - Тао-Кларджеті  — Ашот II, куропалат, цар (937–954)
  - Кахетія — Квіріке II, князь (929–976)
  - Сюні — Смбат (Саак), нахарар (909–940)
  - Тбіліський емірат — Мансур бен Джаффар, емір (914–952)

### Центральна Азія
- Персія:
  - Зіяриди — Захір аль-Даула Вушмгір, емір (934–967)
  - Табаристан — Шахріяр II, іспахбад (930–964)
- Середня Азія:
  - Саманідська держава (Бухара) — Наср II, емір (914–943)
  - Караханідська держава — Сатук Богра-хан (Абд ал-Карім) (920–955)

### Південна Азія
- Індія:
  - Венгі— Східні Чалук'я — Бхіма III, магараджа (935–947)
  - Гуджара-Пратіхари — Махіпала I, магараджа (913–944)
  - Західні Ганги — Бутуга II, магараджа (938–961)
  - Імперія Пала — Райяпала, магараджа (908–940); Гопала II, магараджа (940–960)
  - Кашмір — Камалука, магараджа (904–940); Яссаскара, магараджа (940–948)
  - Парамара (Малава) — Ваїрісімха II, магараджа (918–948)
  - Раштракути — Крішнараджа III, магараджахіраджа (939–967)
  - Харікела (династія Чандра) — Шрічандра, магараджахіраджа (930–975)
  - Чола — Парантака I, магараджа (907/910–950)
  - Ядави (Сеунадеша) — Раджагі, магараджа (935–950)

### Південно-Східна Азія
- Кхмерська імперія — Джаяварман IV, імператор (928–941)
- Бан Пха Лао — Лао Кун, раджа (924-941)
- Мианг Сва — Кхун Кхіп, раджа (920-940)
- Далі (держава) — Дуань Сипін, король (937–944)
- Паган — Теїнхко, король (934–956)
- Чампа — Індраварман III, князь (918–959)
- Індонезія:
  - Матарам — Сіндок, шрі-магараджа (929–947)
  - Сунда — Ягірі Прабу Пукуквесі, король (916–942)

### Східна Азія
- Японія — Судзаку, імператор (930–946)
- Китай (Епоха п'яти династій і десяти царств):
  - Пізня Цзінь — (Гао-цзу), імператор (936–942)
  - Мінь — Цзін-цзун (Ван Яньсі), імператор (939–944)
  - Пізня Шу — Мен Цзісян, імператор (934–965)
  - У Юе — Цянь Юаньґуань, король (932–941)
  - Південна Тан — Ле-цзу (Лі Бянь), імператор (937–943)
  - Південна Хань — Гао-цзу (Лю Янь), імператор (917–942)
  - Цзіннань — Ґао Цунхуей, король (929–948)
  - Чу — Ма Сіфань, король (932–947)
- Корея:
  - Дундань — Єлюй Яогу, імператор (937—947)
  - Корьо — Ван Гон (Тхеджо), ван (918–943)

## Африка
- Аксум (Ефіопія) — Татадім, імператор (919–959)
- Аудагаст — Тін Йарутан, емір (бл. 920–960)
- Імперія Гао — Косой Дарей, дья (бл. 920 — бл.940)
- Фатімідський халіфат — Аль-Каїм бі-Амріллах, халіф (934–946)
- Магриб — Касим ібн Ібрагім ібн Мухаммад ібн Хасан ібн Ідріс ас-Сагір, халіф (927–949)
- Некор — Муса ібн Румі ібн Абд ас-Самі, емір (936–940); Абд ас-Самі ібн Юртум, емір (940–947)